# Нельсонс (острів)
Острів Нельсонс (англ. Nelsons Island) — невеликий безлюдний острів розташований в Індійському океані. Оскільки острів є заповідником, доступ до нього суворо обмежений.
Острів перебуває під управлінням Британської території в Індійському океані, заморської території Сполученого Королівства, але суверенітет заперечує Маврикій.

## Історія
Перше задокументоване відкриття острова було зроблене паном Легуром з Порт-Луї, Маврикій, у 1820 році, і спочатку острів називався островом Легура.
Немає жодних записів про те, що острів був заселений, навіть між 17-м і 20-м століттями, коли на інших островах архіпелагу Чагос існували кокосові плантації.

## Флора та Фауна
Острів Нельсона був визначений BirdLife International як важлива орнітологічна територія і юридично захищений як суворий природний заповідник — відвідування острова без письмового дозволу адміністрації BIOT є правопорушенням.
Експедиція 2018 року підрахувала, що на острові мешкає до 3000 сул червононогих, популяція сул білочеревих, значна колонія буревісників клинохвостих, а також близько 6500 гніздових пар крячок тонкодзьобих.
Птахи виграють від того, що на острові немає щурів. На острові також є популяція метеликів Junonia villida.
Завдяки своїй віддаленості на острові завжди існувала популяція морських черепах, що гніздяться.
Острів унікальний для Чагосу тим, що на ньому ростуть лише два види дерев — кокосова пальма та пізонія, які, як видається, прибули сюди природним шляхом. В іншому випадку острів покритий чагарниками Сцевола і Tournefortia.
Однією з основних проблем, що впливають на місцеву дику природу, є значне накопичення пластикових пляшок та іншого різноманітного сміття, такого як пошкоджені рибальські сітки, взуття, а також різноманітні пластикові та полістирольні матеріали, які вимиваються локальними океанічними течіями, вітрами та морськими штормами. Таке сміття було зафіксоване на знімках під час дослідження Catlin Seaview Survey у 2015 році.

## Цікавий факт
- Острів можна досліджувати за допомогою Google Maps, за допомогою додатка можна відвідати прибережну зону та зайти вглиб острова[7].